# 东佛兰德洛克伦体育俱乐部
洛格倫皇家體育會（荷蘭語：Koninklijke Sporting Club Lokeren Oost-Vlaanderen，荷蘭語發音：[ˈkoːnɪŋkləkə ˈspɔrtɪŋ ˌklɵp ˈloːkərə(n) ˌoːstˈflaːndərə(n)]），简称洛克伦体育，为比利时东佛兰德省洛克伦的一个足球俱乐部。
2020年4月20日，球隊因未償還500萬歐元的債務，且無法再支付員工和球員的薪金而宣佈破產。

## 荣誉
- 比利时足球甲级联赛:
  - 亚军(1): 1980–81
- 比利时足球乙级联赛:
  - 冠军(1): 1995–96
- 比利時盃:
  - 冠軍 (2): 2011–12、2013–14
  - 亞軍 (1): 1980–81